# Ellen Petri
Ellen Petri (née le 25 mai 1982, Merksem (Anvers)) a été couronnée le 12 décembre 2003 Miss Belgique 2004. Elle a ensuite remporté deux prix lors du concours Miss Monde 2004 « Top Fashion Designer Award » pour sa jupe (une création du couturier belge Nicky Vankets) et aussi "Miss Cyber Press Award" en tant que concurrente la plus photogénique.
Elle joua dans la deuxième saison de la série flamande Spoorloos Verdwenen en tant qu'amie de Kevin De Jong. On lui reprocha d'avoir posé pour le mensuel P-Magazine en lingerie avec un prêtre entre ses jambes dans une chapelle à Lovenjoel (Bierbeek). Fin 2006, elle joua dans l'émission De show van het jaar.
En juin 2007, elle commence à travailler comme présentatrice pour la chaîne Belgacom TV.